# Ninjababy
Ninjababy ist ein Filmdrama von Yngvild Sve Flikke, das im Januar 2021 beim Tromsø International Film Festival seine Premiere feierte. Der Film ist teilweise animiniert und erzählt von einer jungen Frau namens Rakel, die sich nach einem positiven Schwangerschaftstest nicht nur mit der Frage auseinandersetzen muss, wer der Vater des Kindes ist, sondern auch ihre ganze bisherige Lebensweise überdenkt.
Der Film basiert auf der Graphic Novel Fallteknikk von Inga Sætre.

## Handlung
Die 23-jährige Rakel ist Studentin, besucht aber keine Vorlesungen. Viel lieber verbringt sie ihre Zeit im Aikido-Training oder zeichnet an ihren Comics.
Eines Tages fällt ihrer Mitbewohnerin und besten Freundin Ingrid auf, dass ihre Brüste irgendwie größer geworden sind, und sie tippt auf eine Schwangerschaft. Auch Rakels veränderter Geruchssinn und ihr unstillbares Verlangen nach exotischen Fruchtnektaren lassen dies vermuten. Als ein Test ihr zeigt, dass sie wirklich schwanger ist, ist für Rakel sofort klar, dass sie das Kind abtreiben will. Als sie jedoch erfährt, dass es hierfür zu spät ist, weil sie sich bereits im sechsten Monat ihrer Schwangerschaft befindet, muss sie sich mit ganz neuen Fragen in ihrem Leben auseinandersetzen. Eigentlich würde Rakel gerne Astronautin oder Försterin werden und vieles andere sein, aber nicht schwanger. Am liebsten würde sie einfach weiter zeichnen und ihr bisheriges Leben weiterführen, doch nun muss sich Rakel auf die Suche nach den mütterlichen Instinkten und Gefühlen in sich machen. Sie beschäftigt sich mit dem Gedanken, das Kind nach der Geburt zur Adoption freizugeben. Dabei ist sie sich nicht einmal sicher, wer der Vater ist.
Erst einmal ist Rakel nur Mos als möglicher Vater eingefallen. Ein halbes Jahr zuvor hatte sie mit ihm Sex, weil er so gut roch, wie sie Ingrid erzählt. Dann fällt ihr auch noch Pikkjesus ein, denn es gab in dieser Zeit einige Männer, mit denen sie Sex hatte. Als wäre all das nicht schon verwirrend genug, taucht auch noch Ninjababy auf, eine Figur, die auf ihren Skizzen erscheint und sie mit unangenehmen Fragen und ihren absurden Launen nervt.

## Produktion

### Filmstab und Besetzung

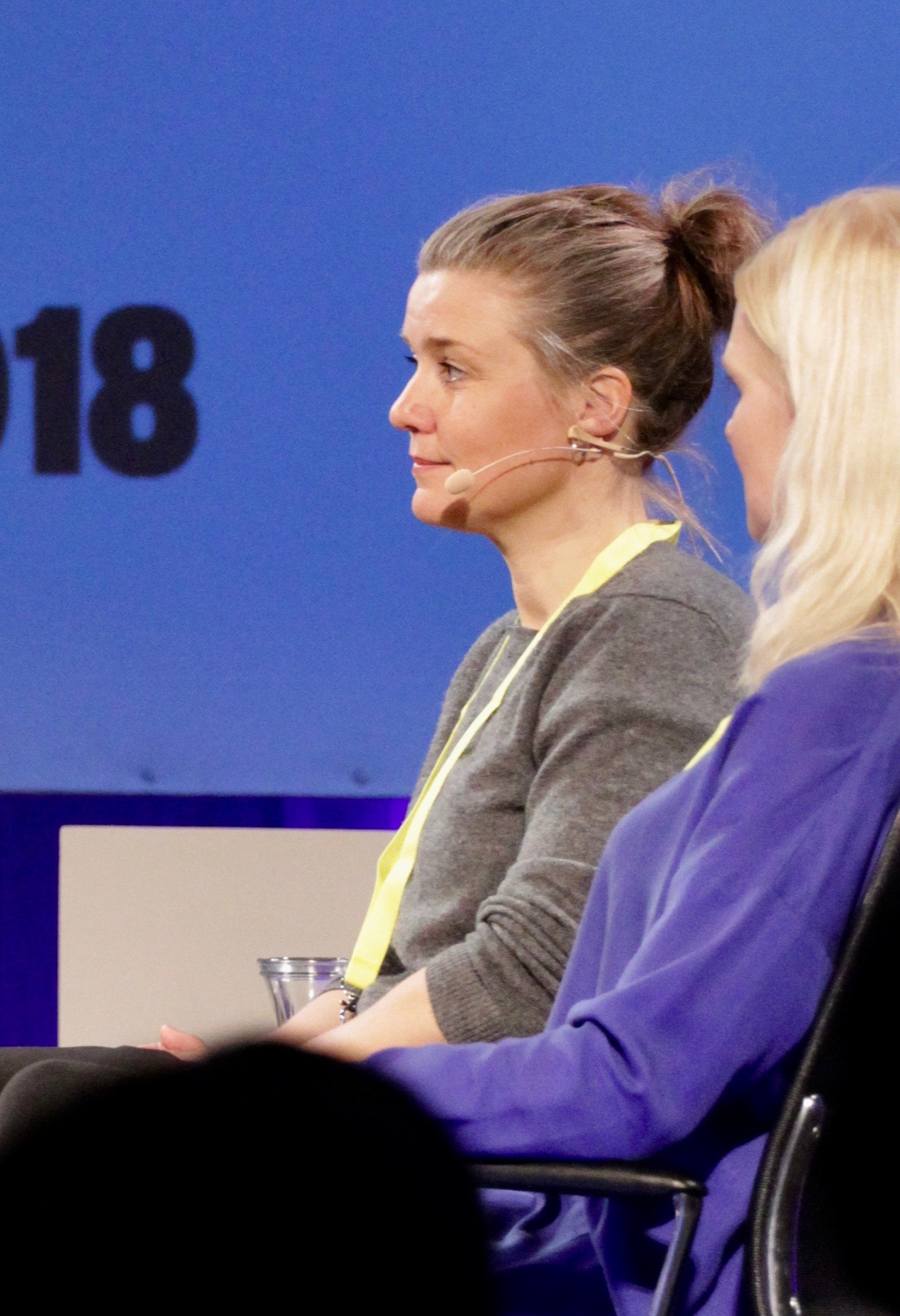
Regisseurin Yngvild Sve Flikke

Regie führte Yngvild Sve Flikke, die gemeinsam mit Johan Fasting und Inga Sætre auch das Drehbuch schrieb. Es handelt sich um Flikkes zweiten Spielfilm nach Women In Oversized Men’s Shirts aus dem Jahr 2015, der mit vier Amanda Awards ausgezeichnet wurde. Die 1974 in Trondheim geborene Norwegerin arbeitete mehrere Jahre für den Norwegischen öffentlichen Rundfunk (NRK) und realisierte in dessen Auftrag Kurz- und Dokumentarfilme. Sie führte auch bei mehreren Folgen der Serie Heimebane (Home Ground) Regie.
Kristine Kujath Thorp spielt Rakel, Nader Khademi ihren Aikido-Lehrer und möglichen Vater ihres Kindes Mos, Tora Christine Dietrichson Rakels Mitbewohnerin und beste Freundin Ingrid, Arthur Berning Pikkjesus, als Kiffer auch „Dick Jesus“ genannt, und Silya Nymoen Mie. Herman Tømmeraas spricht in der Titelrolle Ninjababy, den Fötus.

### Filmmusik und Veröffentlichung
Die Filmmusik komponierte Kåre Vestrheim. Das Soundtrack-Album mit 18 Musikstücken wurde Mitte Februar 2022 von Propeller Recordings als Download veröffentlicht.
Die Weltpremiere des Films erfolgte im Januar 2021 beim Tromsø International Film Festival. Die internationale Premiere erfolgte am 16. März 2021 beim South by Southwest Film Festival. Kurz danach und im Zusammenhang mit dem European Film Market wurde ein erster Trailer vorgestellt. Der Kinostart in Norwegen war im Mai 2021. Eine erste Vorstellung in Deutschland erfolgte am 13. Juni 2021 im Rahmen der Internationalen Filmfestspiele Berlin beim Open Air stattfindenden Summer Special. Ende August 2021 wurde er beim norwegischen Filmfestival in Haugesund vorgestellt. Anfang November 2021 wurde er bei den Nordischen Filmtagen Lübeck gezeigt. Der Kinostart in der Deutschschweiz war am 3. Februar 2022 geplant. Ende April, Anfang Mai 2022 wurde er im Rahmen des Filmfestivals Crossing Europe gezeigt. Der Kinostart in Österreich ist am 8. Dezember 2022 geplant.

## Rezeption

### Kritiken
Der Film konnte bislang alle 34 bei Rotten Tomatoes erfassten Kritiker überzeugen bei einer durchschnittlichen Bewertung von 7,9 der möglichen 10 Punkte.
Marta Balaga vom Online-Kinomagazin Cineuropa schreibt, wenn der Zwiespalt, ob Schwangerschaftsabbruch oder nicht, vom Tisch ist, schlage Yngvild Sve Flikke einen anderen Weg ein. Auch wenn der bloße Gedanke an einen sprechenden Embryo Erinnerung an Amy Heckerlings Film Kuck mal, wer da spricht! aus dem Jahr 1989 wecke, sei das Baby hier viel freimütiger, so als es, nachdem es erfahren hat, wer sein Vater ist, sagt: „Du lässt dich von diesem Typen ficken?!“ Trotz solcher sehr willkommenen Frechheiten, fahre der Film letztlich aber auch mit einer gehörigen Portion Süße auf.

### Auszeichnungen
Gemeinsam mit Der schlimmste Mensch der Welt und Betrayed befand sich Ninjababy in einer Vorauswahl für den norwegischen Beitrag für die Oscarverleihung 2022 in der Kategorie Bester Internationaler Film. Im Folgenden weitere Auszeichnungen und Nominierungen.
Amanda 2021
- Nominierung als Bester norwegischer Film
- Auszeichnung für die Beste Regie (Yngvild Sve Flikke)
- Auszeichnung für das Beste Drehbuch
- Nominierung als Bester Hauptdarsteller (Arthur Berning)
- Auszeichnung als Beste Hauptdarstellerin (Kristine Kujath Thorp)
- Auszeichnung als Bester Nebendarsteller (Nader Khademi)
- Nominierung für die Beste Filmmusik (Kåre Vestrheim)
- Nominierung für die Beste Kamera (Marianne Bakke)
- Nominierung für die Besten visuellen Effekte
- Nominierung für das Beste Souddesign
- Nominierung für den Besten Filmschnitt (Karen Gravås)[18][19]

Crossing Europe 2022
- Nominierung im YAAAS! Competition[13]

Edinburgh International Film Festival 2021
- Nominierung für den Publikumspreis[20]

Europäischer Filmpreis 2021
- Auszeichnung als Beste Komödie

Internationale Filmfestspiele Berlin 2021
- Lobende Erwähnung in der Sektion Generation 14+[21]

Nordische Filmtage Lübeck 2021
- Auszeichnung mit dem Preis der Jugendjury[22]

South by Southwest Film Festival 2021
- Auszeichnung mit dem Publikumspreis in der Sektion Global (Yngvild Sve Flikke)[23]

Zurich Film Festival 2021
- Nominierung für das Goldene Auge im Feature Film Competition[24]